# Canyoneaustrate
Canyoneaustrate  est une œuvre monumentale commandée par la Ville de Paris à l'artiste peintre et plasticien français Gérard Singer (1929-2007) et installée sur le parvis Est du Palais omnisports de Paris-Bercy dans le 12e arrondissement de Paris, en France. Elle fut officiellement inaugurée en octobre 1988 par le maire de Paris Jacques Chirac.  
Le nom qui lui a été attribué par son créateur est la contraction de « canyon », « eau » et « strate ».
Le « Canyoneaustrate » est une fontaine composée d'un grand miroir d'eau à débordement de 40 m de côté dont l'un des angles présente une sculpture en creux dont le point bas se situe à 5 m de profondeur évoquant des gorges naturelles. L'eau du bassin se déverse en cascade sur les strates des parois de cette sculpture. L'oeuvre est réalisée en béton blanc brut de coffrage, teinté à la couleur de la pierre de Paris. Ses éléments ont été réalisées à partir de moules négatifs en polystyrène expansé travaillé à la flamme, à la dimension réelle, selon un procédé inventé par l'artiste. 
Les travaux sont réalisés sous la direction d'André Beaune.

## Financement
L'œuvre a été financée pour moitié par les mécènes suivants : Banque Worms, Lafarge Ciments, Lyonnaise des Eaux, Service de Coopération et d’Action Culturelle (SCAC), Trèves SA et UAP.